# Ville Koistinen
Ville Koistinen (* 17. Juni 1982 in Oulu) ist ein finnischer Eishockeyspieler auf der Position des Verteidigers, der seit März 2020 bei Hämeenlinnan Pallokerho in der Liiga unter Vertrag steht.

## Karriere

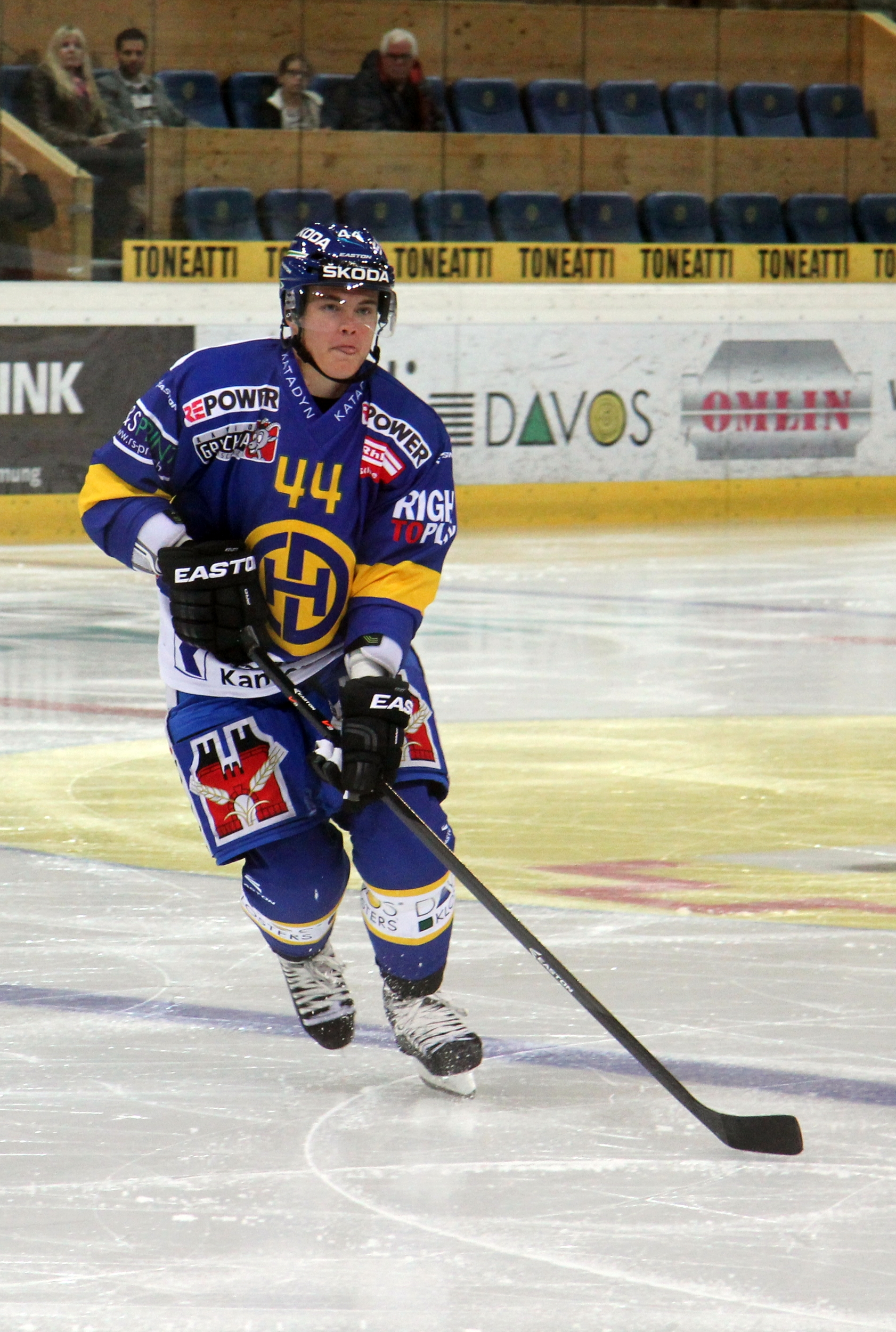
Koistinen im Trikot des HC Davos (2014)

Ville Koistinen spielte von 2000 bis 2006 beim finnischen Eishockeyklub Ilves Tampere, bevor er im Sommer 2006 als ungedrafteter Spieler von den Nashville Predators aus der NHL für zwei Jahre unter Vertrag genommen wurde. Sie setzten ihn in der Saison 2006/07 zunächst bei den Milwaukee Admirals in der AHL ein, wo er in 63 Spielen auf neun Tore und 34 Assists kam. Dank dieser starken Leistung stand er erstmals in der Saison 2007/08 im Kader der Predators. In seiner ersten NHL-Saison für die Predators kam er in 48 Spielen auf vier Tore und 13 Assists.
Im Sommer 2009 unterzeichnete Koistinen einen Zweijahresvertrag bei den Florida Panthers, kam aber in der folgenden Spielzeit nur auf 17 Einsätze in der NHL. Daraufhin kauften sich die Panthers im Sommer 2010 aus dem Vertrag heraus und Koistinen war zunächst arbeitslos. Erst im November des gleichen Jahres fand er mit dem Skellefteå AIK aus der Elitserien einen neuen Verein. Im Mai 2011 erhielt der Finne einen Kontrakt bei Ilves Tampere. Ende Dezember 2011 schloss er sich für den Rest der Saison 2011/12 Salawat Julajew Ufa aus der Kontinentalen Hockey-Liga an, kehrte aber nach Ablauf der Saison zu Ilves zurück. Im heimischen Finnland hielt es ihn jedoch nur eine Saison. Zur Spielzeit 2013/14 wechselte er zum Schweizer Rekordmeister HC Davos in die National League A, mit dem er 2015 Schweizer Meister wurde, auch wenn er in den Playoffs nicht mehr eingesetzt wurde. Anschließend zog er weiter zum Ligarivalen SCL Tigers, wo er bis am 1. Januar 2018 unter Vertrag stand. Aufgrund einer Ehekrise bat er um Vertragsauflösung.
Am 2. Januar 2018 verpflichtete der ERC Ingolstadt aus der Deutschen Eishockey Liga (DEL) Koistinen bis zum Saisonende. Der Vertrag wurde in der Sommerpause nach ausgiebigen Verhandlungen bis zum Ende der Saison 2019/20 verlängert.
Im Juni 2018 wurde Koistinen in Finnland wegen häuslicher Gewalt zu einer Geldstrafe von 1200 Euro verurteilt. Im Januar 2020 verließ der Finne den ERC und wechselte zum HC Sparta Prag. Im März 2020 kehrte er nach Finnland zurück und erhielt einen Vertrag beim Hämeenlinnan Pallokerho.

### International
Im Juniorenalter durchlief Koistinen zwar die finnischen Auswahlteams verschiedener Altersklassen, wurde jedoch nicht für Weltmeisterschaften nominiert.
Mit der finnischen Herren-Auswahl nahm er an den Weltmeisterschaften 2007, 2008 und 2009 teil, wobei er mit seiner Mannschaft 2007 die Silber- und ein Jahr später die Bronzemedaille erringen konnte.

## Erfolge und Auszeichnungen
- 2007 AHL All-Star Classic
- 2007 Silbermedaille bei der Weltmeisterschaft
- 2008 Bronzemedaille bei der Weltmeisterschaft
- 2015 Schweizer Meister mit dem HC Davos

## Karrierestatistik
(Legende zur Spielerstatistik: Sp oder GP = absolvierte Spiele; T oder G = erzielte Tore; V oder A = erzielte Assists; Pkt oder Pts = erzielte Scorerpunkte; SM oder PIM = erhaltene Strafminuten; +/− = Plus/Minus-Bilanz; PP = erzielte Überzahltore; SH = erzielte Unterzahltore; GW = erzielte Siegtore; 1 Play-downs/Relegation; Kursiv: Statistik nicht vollständig)